# Elve
Elve was een Belgische fabriek, gevestigd in Brussel, die vanaf 1958 bromfietsen met 49cc-Sachs-blokjes maar ook met eigen motorblokjes produceerde.
Al eerder (in 1949) had men Giamas-inbouwmotoren op eigen fietsframes gemonteerd. Deze dreven via een rol het achterwiel aan. In 1962 werd de productie van bromfietsen beëindigd.